# Thomas Lahusen
Thomas Lahusen (* 10. April 1945 in Überlingen) ist ein deutsch-kanadischer Slawist, Historiker und Filmemacher.  

## Leben
Lahusen, ein Enkel von Christian Lahusen, wurde in Überlingen geboren und wuchs in der französischsprachigen Schweiz auf. Nach dem Abitur studierte er in Lausanne, Genf und Warschau Slawische Literaturwissenschaft mit den Nebenfächer Geschichte und Linguistik und schloss das 1974 in Lausanne ab, wo er 1982 auch promovierte. Von 1982 bis 1988 arbeitete er an der Universität Lausanne, ab 1988 war er Professor an der Duke University. 2001 wurde er Professor für Geschichte und Vergleichende Literaturwissenschaft an der Universität Toronto.

## Schwerpunkte
Neben zahlreichen Arbeiten zur russischen Literatur und zur Geschichte, insbesondere der Stalinzeit, ist er auch als Filmemacher hervorgetreten.

## Publikationen
Autour de l'"homme nouveau". Allocution et société en Russie au XIXe siècle; essai de sémiologie de la source littéraire. Lausanne 1982.
How Life Writes the Book:  Real Socialism and Socialist Realism in Stalin's Russia. Ithaca 1997. ISBN 0-8014-3394-0
Harbin and Manchuria: Place, Space, and Identity. Duke University Press 2001. ISBN 0-295-95514-7